# Dedicated Follower of Fashion
Dedicated Follower of Fashion är en poplåt skriven av Ray Davies och lanserad av The Kinks februari (Europa) 1966 på Pye Records. I USA släpptes den på Reprise Records två månader senare. B-sidan var "Sittin' on My Sofa". Låten blev en framgång i flera europeiska länder, men i USA blev den endast en medelstor hitsingel. Låten spelades in i början av februari 1966 och släpptes redan samma månad på singel eftersom skivbolaget Pye snabbt ville få ut en ny singel med gruppen. Ray Davies var inte helt nöjd med den inspelning som släpptes utan hade egentligen velat ha mer tid att förfina låten.
London var under 1960-talets mitt och slut ett starkt fäste för nya moderiktningar, vilket ledde till termen Swinging London. Ray Davies skrev denna satiriska låt efter att ha sett vad som pågick på bland annat Carnaby Street, och den handlar om en man som till varje pris följder modetrenderna och alltid bär de senaste kläderna.
Den svenska popgruppen Telstars gjorde en svensk version av låten – "En liten snobb" – som blev en skivframgång för dem. Låten utgavs på skivbolaget Cupol tillsammans med en svensk version av Hep Stars "Sunny Girl", "Fröken Sunny Girl".
1991 medtogs låten på soundtracket till Jim Sheridans film I faderns namn.

## Listplaceringar
| Lista (1966)   | Position         |
| -------------- | ---------------- |
| Flandern       | 12               |
| Frankrike      | 68               |
| Irland         | 3                |
| Kanada         | 11               |
| Nederländerna  | 1                |
| Norge          | 7                |
| Storbritannien | 4                |
| Sverige        | 6 (Kvällstoppen) |
| Sverige        | 5 (Tio i topp)   |
| USA            | 36               |
| Vallonien      | 45               |
| Västtyskland   | 11               |